# Cotignac
Cotignac település Franciaországban, Var megyében. Lakosainak száma 2166 fő (2022. január 1.). Cotignac Carcès, Correns, Entrecasteaux, Montfort-sur-Argens, Pontevès és Sillans-la-Cascade községekkel határos.

## Népesség
A település népességének változása:
| Lakosok száma | 2292 | 2254 | 2246 | 2163 | 2136 | 2111 | 2105 | 2136 | 2166 |
|               | 2013 | 2015 | 2016 | 2017 | 2018 | 2019 | 2020 | 2021 | 2022 |